# ラスト・プレゼント (映画)
『ラスト・プレゼント』（原題：선물）は、2001年公開の韓国映画。2005年に、日本でテレビドラマとしてリメイクされた。

## 映画

### 物語
才能があるのに運が無いために芽が出ないお笑い芸人・ヨンギ（イ・ジョンジェ）と、彼を支える妻・ジョンヨン（イ・ヨンエ）の物語。

### キャスト
| 役名           | 俳優           | 日本語吹替 |
| -------------- | -------------- | ---------- |
| チョン・ヨンギ | イ・ジョンジェ | 森川智之   |
| ジョンヨン     | イ・ヨンエ     | 冬馬由美   |
| カン・ハクス   | クォン・ヘヒョ | 落合弘治   |
| ハッチョル     | イ・ムヒョン   | 相沢正輝   |

- その他の声の吹き替え：藤本譲／竹村叔子／一条和矢／田中敦子／岩崎ひろし／根谷美智子／樫井笙人／伊藤健太郎／遠藤純一／斎藤志郎／斉藤貴美子／奥田啓人／丸山純路／前田ゆきえ／杉原美和

### スタッフ
- 監督：オ・ギファン

## テレビドラマ
2005年6月11日に2時間ドラマとしてテレビ朝日にて放送された。主演は堂本剛と菅野美穂。

### あらすじ
健児と章介のまったく売れないお笑いコンビ『21世紀少年』。
なぜか妙子の態度がおかしい中、そんな2人の前に平山と中村という2人の男が現れて……。

### キャスト
- 神崎健児：堂本剛（KinKi Kids）（幼少時代：石綿文太）
- 神崎妙子：菅野美穂（幼少時代：小川真奈）
- 平山秀生：陣内孝則
- 水原章介：伊藤淳史
- 中村　誠：田口浩正
- 野村真二：大倉孝二
- 広田春美：鈴木美恵子
- 坂本美由紀：春木みさよ
- 天野広子：山口あゆみ
- 立石亮子：余貴美子
- 温水洋一
- ぜんじろう

など

### スタッフ
- 脚本：岡田惠和
- 演出：落合正幸
- チーフプロデューサー：五十嵐文郎（テレビ朝日）
- プロデューサー：内山聖子（テレビ朝日）、森谷雄（アットムービー・ジャパン）
- 製作：テレビ朝日、アットムービー・ジャパン

### 放送時間
- 2005年6月11日 21:00〜22:55
- 2007年8月23日 15:00〜16:55（再放送）